# Fábio Costa
Fábio Costa (Camaçari, Bahía, 27 de noviembre de 1977) es un exfutbolista brasileño. Jugaba de arquero y su último equipo fue el São Caetano de la Campeonato Brasileño de Serie B.
En 2010, jugó solamente en el partido amistoso entre Santos y el Red Bull estadounidense.

## Clubes
| Club        | País   | Año       |
| ----------- | ------ | --------- |
| Vitória     | Brasil | 1995-2000 |
| Santos      | Brasil | 2000-2003 |
| Corinthians | Brasil | 2004-2005 |
| Santos      | Brasil | 2006-2010 |
| Atlético-MG | Brasil | 2010-2011 |
| Santos      | Brasil | 2011-2013 |
| São Caetano | Brasil | 2013      |

- Datos: Q2719042
- Multimedia: Fábio Costa / Q2719042